# Kalkquellmoor mit Bruchwaldstreifen nördlich Mühlthal

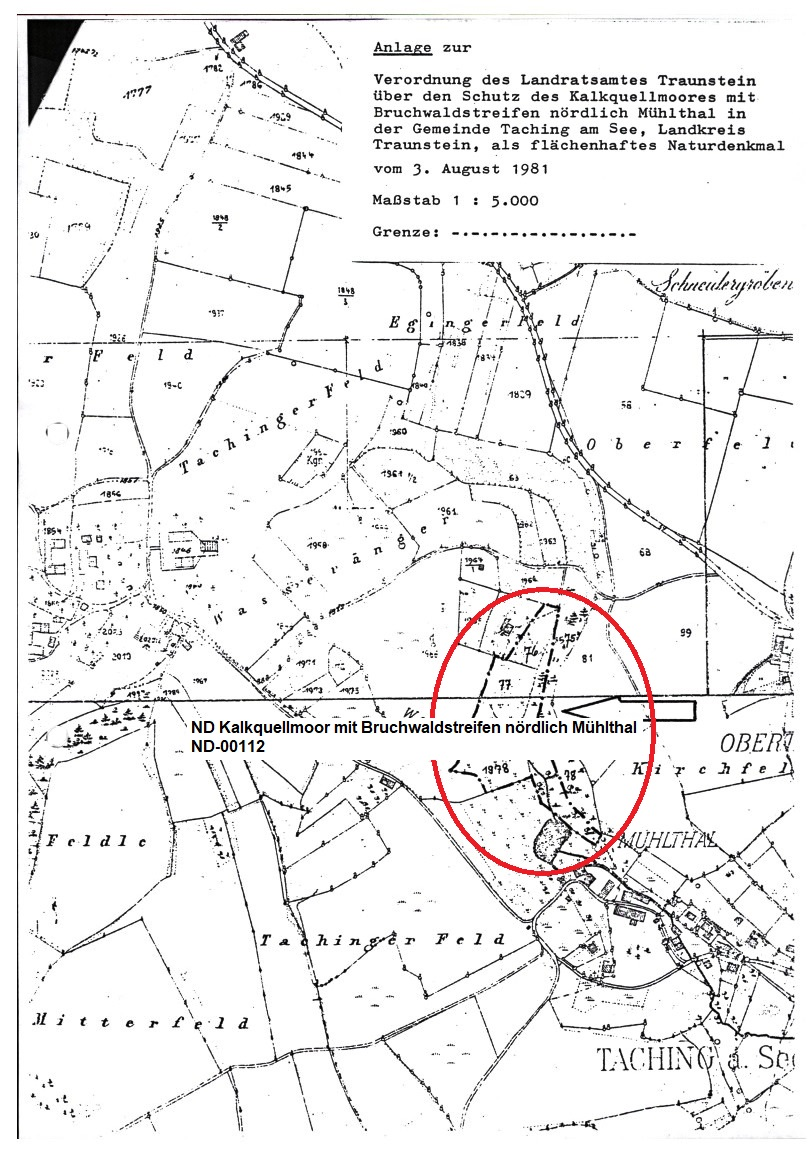
Lageplan Amtsblatt

Das Kalkquellmoor mit Bruchwaldstreifen nördlich Mühlthal in der Gemeinde Taching am See ist ein 2,1 ha großes flächenhaftes Naturdenkmal im Landkreis Traunstein.
Es erhielt im August 1981 durch Verordnung des Landratsamtes Traunstein den Schutzstatus und wird vom Bayerischen Landesamt für Umwelt unter der Nummer ND-00112 gelistet.
Das Gebiet wird von einem Zufluss des Tachinger Mühlbachs durchflossen, der in den Tachinger See mündet.

## Schutzzweck
Das Kalkquellmoor mit Bruchwaldstreifen ist als flächenhaftes Naturdenkmal zu schützen, da es sich hier qualitativ um einen hochwertigen Biotop handelt und seine Erhaltung wegen seiner herausragenden Eigenart und Seltenheit, seiner ökologischen, wissenschaftlichen, floristischen und faunistischen Bedeutung im öffentlichen Interesse liegt.